# Гоџу-рју
Гоџу-рју (剛柔流), (јап. „тврдо-меки стил") је карате стил који користи комбинацију тврдих и меких техника. Верује се да ј концепт комбиновања два екстрема потекао из доктрине кинеских борилачких вештина познате као ву беј џи (бубиши на јапанском). Гоџу-рју комбинује тврде ударце као што су шутеви и ударци песницом са мекшим, кружним техникама за блокирање и контролисање противника, које укључују locks, grappling, рушење и бацање. Нагласак је стављен на правилно дисање. Гођу-риу практикује методе које укључују јачање тела и кондиције, свој основни приступ борби (раздаљину од противника, генерисање снаге, итд.), и вежбање са партнером. Гоџу-рју укључује како кружне тако и праволинијске покрете у свој curriculum.

## Значење имена
"Го“ значи чврстина или спољашња сила; „ђу“ значи мекоћа или унутрашња сила.
Гоџу-рју је свој назив добио више случајно него с неком намером. Године 1930. бројни мајстори борилачких вештина су питали Чојун Мијагијевог најбољег ученика Ђинан Шинзатоа, док је био у Токију, коју школу карате вежба. С обзиром да Наха-Те није имао неко формално име, смислио је импровизовано име Ханко риу (полу-трвди стил). По његовом повратку на Окинаву испричао је о овоме Мијагију. Наком доста размишљања Чојун Мијаги се одлучио за Гоџу-рју, као име за свој стил. Ово име је преузео из стиха у Бубишију (класични кинески текст о борилачким вештинама). Овај стих, који се налази у песми Хаку Кенпо (осам закона песнице), а описује осам принципа борилачких вештина, гласи “Хо ва гоју ва донто су”, (начин удисања и издисања је тврдоћа и мекоћа, или све у универзуму удише меко и издише тврдо).

## Историја
Развој Гоџу-рјуа датира још од Хигаона Канриоа, (1880-1950), староседеоца из Нахе, Окинава. Као тинејџер тренирао је код окинављанског мајстора Аракаки Сеишоа, пре него што се преселио у Фуџијан провинцију у Кини, да би тренирао Бушу (Кунг Фу) код мајстора Рју Рју Ко Рошија.
Хигаона се вратио на Окинаву средином Меиџи периода (1868-1911) и преузео породични посао продаје дрва за потпалу, у исто време подучавајући нову школу борилачких вештина, које се истицала интеграцијом го-но (тврдог) и ју-но (меког) кемпа у један систем. Реч карате (празна шака) није била толико распрострањена у то време, и Хигашионин стил је био познат као Наха-те. Сматра се да је Кинески Нанпа Шорин-кен грана кунг фуа која је утицала на овај стил 1. И као такав овај стил и стил Уечи рју су изграђени на сличним основама.
Хигаонин најчувенији ученик је био Чојун Мијаги (1888-1953) који је почео да тренира код Хигаоне са 12 година. Након Хигаонине смрти Мијагије отпловио у Кину и тамо студирао неколико година, а вратио се у Наху 1918. године. Многи Хигаонини ученици су наставили да тренирају са њим, укључујући и Хига Сејкоа (1898-1966). Па ипак, Хигаонин најбољи ученик Јухацу Кјода, који је тренирао код Хигаоне дуже од Мијагија, основао је школу коју је назвао То'он-риу (То'он је други начин изговора кинеских знакова за Хигаонино име, па тако То'он-риу значи „Хигаонин стил"), и сачувао више Хигаониног приступа Наха-теу.
Гоџу-рју је био први званично признати стил каратеа у Јапану од стране Даи Нипон Бутоку Кај и једини стил каратеа са потпуном историјском представком како у Окинави тако и у Јапану.

## Главни извори
Историја самог каратеа је једна од културних и социјалних размена са Кином која датира још од Танг династије--и стога корејско име за карате, „Танг Су“ или „кинеске руке“. Пре него што је Фунакоши Гичин започео развој модерног каратеа, окинављански карате стилови су углавном добијали имена по градовима из којих су потекли, па тако „Наха-те“, „Шури-те“ и „Томари-те“ су стилови који су потекли из градова Нахе, Шурија, и Томарија.
Крајем 19. века велики карате мајстори ишли су у Кину на „ходочашће борилачких вештина“. Велики кинески боксер Лиу Лиу Ко (Риу Риу Ко на јапанском) у јужној Кини је обучио прегршт ових окинављанских ученика који су касније постали карате легенде.
Употреба теншо или меких техника у Гоџу-рју стилу открива очигледан утицај стила Фуџијанског белог ждрала ("Фуџијан Баи Хе“ на кинеском) Од Белог Ждрала, Гођу преузима кружне покрете и брзе ударце. Из стила Тигра, Гоџу преузима снажне линеарне нападе и напад тигровом шапом (поготово у кјушо-џицуу). Такође, једна од главних компоненти и извора окинављанског каратеа је староседелачка традиција названа "туите": хватање, бацање, чишћење, који често воде ка борби на земљи. Ове технике су вежбане у Риукјуовим малим селима и стопљене са кинеским борилачким вештинама дале су карате. У катама, обично ниски ставови и/или руке у chambers су знаци техника ове врсте.

## Ката/ bunkai
Ката је сет унапред уређених покрета који симулишу борбу. Сваки покрет се може протумачити (стога и назив бункај) као различита техника и њена примена. Они служе као основа на којој се учи Гоџу-рју. Сматра се као „живи приручник“ у којем се прави карате-његове технике и филозофија-преноси даље. Вежбање саме кате доноси вежбачу осећај структуре и могућности које може да користи у стварној борби. Бункај, са друге стране, је анализа-или интерпретација (ојо бункај)-ката покрета. Технике-унутар-техника се откривају кроз сталну вежбу кате и бункаја.
Кате која се уче у Гоџу-рју су више традиционалне и више су наглашене него сам кумите (слободни спаринг). Нагласак у кати такође је и нагласак у бункају, стварна примена ката покрета у само-одбрани. Приступ само-одбране објашњава зашто Гоџу-рју не ставља нагласак на слободни спаринг и као његова ограничавајућа правила.
Противници ката кажу да је она бескорисна у стварној борби, док заговорници тврде ови први не схватају прави смисао кате и бункаја.